# فرودگاه بنیتو اسالا
فرودگاه بنیتو اسالا (به انگلیسی: Benito Salas Airport) (به زبان بومی: Aeropuerto Benito Salas) یک فرودگاه همگانی با کد یاتا NVA است که یک باند فرود آسفالت دارد و طول باند آن ۱۷۹۲ متر است. این فرودگاه در کشور کلمبیا قرار دارد و در ارتفاع ۴۴۶ متری از سطح دریا واقع شده‌است.